# Sibillijnse orakelen
De Sibillijnse orakelen (niet te verwarren met de Sibillijnse boeken) zijn een collectie van joodse en christelijke teksten die ontstond tussen de 2e en 4e eeuw. Toendertijd schenen ze populair te zijn geweest. Vroege verwijzingen ernaar komen voor bij Josephus, enkele kerkvaders, Celsus en Lucianus, die ze parodieert. De onderverdeling van de collectie in vijftien boeken vond plaats in de 4e eeuw. De collectie ontleent zijn naam aan de sibille. De sibille was een vrouwelijke profeet en was bekend in de Grieks-Romeinse wereld. De presocraat Heraclitus (fl. circa 500 v.Chr.) verwees naar een, en in de werken van Vergilius kondigt een sibille bijvoorbeeld de gouden tijd van Augustus' bewind aan, of begeleidt een sibille de held Aeneas naar de onderwereld. Haar oorsprong ligt vermoedelijk in westelijk Anatolië, en later werd ze verbonden met het Orakel van Delphi. Sindsdien werden haar orakels opgeschreven in verzen van hexameters. De joden in het Romeinse Rijk kenden profetessen in Bijbelteksten, en de sibille werd voor hen 'een profetes van de hoge God', zoals blijkt uit de Orakelen. 
Qua inhoud gaan de Orakelen over bijvoorbeeld onheil, aangezien hellenistische en Romeinse orakels vaak werden geraadpleegd in tijden van nood. De boodschappen zelf zijn onduidelijk gestructureerd. Dat komt ook doordat later stukken in de tekst zijn toegevoegd. Zo bestaat boek III uit verschillende orakels. 
De schrijvers waren wellicht gehelleniseerde joden, blijkens het gebruik van bijvoorbeeld de hexameter en vertrouwdheid met Griekse mythen. De vroegste joodse Sibillijnse orakelen stammen waarschijnlijk uit het hellenistische Alexandrië of Leontopolis ten tijde van koning Ptolemaeus VI Philometor (2e eeuw v.Chr.), en staan in boek III. Op diens bewind wordt namelijk gezinspeeld, en er is sprake van Egyptische mythologische invloed.  
Daarin combineert de schrijver joodse en Griekse legenden voor een beschrijving van de oertijd. Daarna volgt een beschrijving van de wereldrijken en het wel en wee van het Joodse volk. Haar afkeer van magie en idolatrie wordt daarbij beklemtoond. Daarna volgen voorspellingen en bedreigingen tegen andere volkeren, bestaande uit orakelen van verschillende oorsprong. Tot slot worden de Griekse moraal en religie afgezet tegen die van de Joden, waarbij de Grieken worden gewaarschuwd berouw te tonen voordat het einde komt. Het doel van deze compilatie was om de Joden uit het Egypte van de 2e eeuw v.Chr. te tonen dat zij, en niet alleen de Grieken, een belangrijke rol te spelen hadden in het wereldgebeuren. Tevens toonde het dat ook de hellenistische beschaving uiteindelijk onder Gods bewind viel.  
Latere delen van de Sibillijnse orakelen, zoals boek V, gaan meer en meer over de groeiende macht en dominantie van het Romeinse Rijk. De jongere boeken vertonen christelijke invloed. Boeken VI tot en met VIII zijn christelijk en stammen uit de 2e en 3e eeuw. Ze geven een geschiedenis van de wereld vanaf de Zondvloed. Boeken XI tot en met XIV hebben een aparte oorsprong. Deze groep boeken werd afzonderlijk overgeleverd in aparte handschriften. 
Boeken I-VIII werden voor het eerst uitgegeven in 1545. Boeken IX-XIV werden ontdekt en uitgegeven in de 19e eeuw. Boeken IX en X herhalen andere boeken, en boek XV is niet bewaard gebleven.

## Bron
- Bartlett, J.R. Jews in the Hellenistic World. Josephus, Aristeas, the Sibylline Oracles, Eupolemus. Cambridge: Cambridge University Press, 2008 (1985).